# Bainbridge Colby

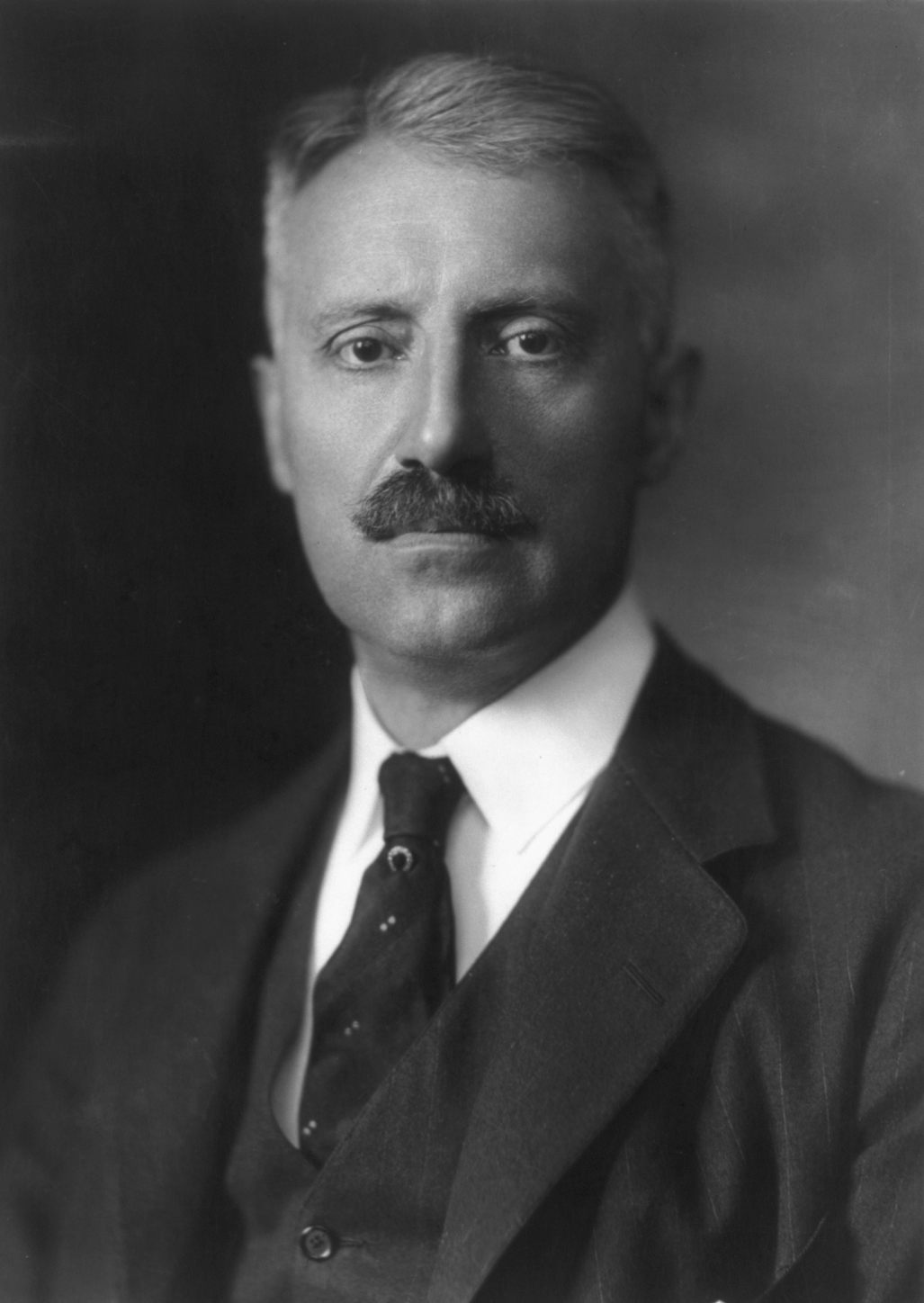
Bainbridge Colby (um 1920)

Bainbridge Colby (* 22. Dezember 1869 in St. Louis, Missouri; † 11. April 1950 in Bemus Point, New York) war ein US-amerikanischer Jurist und Politiker. Er war Mitbegründer der Progressive Party und Woodrow Wilsons letzter Außenminister (Secretary of State).
Colby studierte am Williams College sowie an der Columbia Law School und wurde in New York als Anwalt zugelassen. 1901 begann er seine politische Laufbahn als republikanischer Abgeordneter der New York State Assembly; im Jahr 1912 war er an der Gründung der Progressive Party beteiligt, deren prominentestes Mitglied Ex-Präsident Theodore Roosevelt war. Für diese Partei bewarb Colby sich 1914 und 1916 jeweils erfolglos um ein Mandat im Senat der Vereinigten Staaten.
Nach der Auflösung der Progressive Party schloss Colby sich den Demokraten an und war 1920 Delegierter zur Democratic National Convention. Er fungierte als Sonderbeauftragter des Justizministeriums, bis er am 23. März 1920 von Präsident Wilson als Außenminister in dessen Kabinett berufen wurde. Im Gegensatz zu seinem Vorgänger Robert Lansing unterstützte Colby die Politik des Präsidenten voll und ganz. Er befürwortete die Gründung des Völkerbundes und schuf mit der Verweigerung der Anerkennung der Sowjetunion einen Präzedenzfall. Bis 1933 erkannten die USA den kommunistischen Staat nicht an.
Nach dem Ende der Regierungszeit von Woodrow Wilson im März 1921 arbeitete Colby bis 1923 mit dem Ex-Präsidenten in dessen Anwaltskanzlei zusammen. Er nahm 1924 noch einmal am Parteitag der Demokraten teil, hatte aber danach kein politisches Amt mehr inne.